# Malika Benradi
Malika Benradi est une juriste, activiste féministe et  professeure de droit privé, marocaine. 

## Biographie
Malika Benradi obtient un doctorat d’état en droit privé en 1981 à l’université Toulouse-Jean-Jaurès. Sa thèse s'intitule Aspects criminologiques de la délinquance des Nord-Africains en France. Elle est également titulaire d’un diplôme d’études approfondies en sciences criminelles. De retour au Maroc, elle renonce à une carrière d’avocate car dit-elle « Je ne me voyais pas recourir à un droit inégalitaire, pour défendre la cause des femmes ». Elle est maîtresse de conférence puis professeure de droit à l'université de Fès. En 1993, elle est professeure à l'université Mohammed V- Agdal en sciences juridiques, économiques et sociales. Elle fait partie de deux groupes de recherches. L'un porte sur les migrations, le deuxième sur le genre et développement.    
En 2006, elle collabore au Haut Commissariat au Plan et publie un rapport sur le statut des femmes au Maroc.    

## Responsabilités et engagement international
Malika Benradi est présidente de l’Association des Femmes Africaines pour la Recherche et le Développement. À ce titre, elle représente le Maroc en 2004, lors de la 48e session des Nations Unies sur le statut des femmes à New York.
Elle est également consultante auprès du BIT sur le travail des enfants et les droits des femmes.

## Publications
- Malika Benradi, DYNAMIQUE SOCIALE ET EVOLUTION DES STATUTS DES FEMMES AU MAROC, Rabat, PROSPECTIVE « MAROC 2030 », 2006, 95 p. (lire en ligne)
- Malika Benradi, Les hommes et les femmes face au politique. Quelle place pour les femmes ?, Rabat, Publication Dar Al Qalam, 2002
- Malika Benradi, Guide à l’intention des intervenants dans la question des enfants au travail : Comment protéger les enfants au travail ?, UNICEF-BIT, 2003
- Malika Benradi, Guide des droits familiaux des Femmes, OMDH, 1998
- Malika Benradi, Féminin- Masculin : la marche vers l’égalité 1993-2003, Genre et politique néolibérales, 2006 (lire en ligne)
- Malika Benradi, Les perceptions des Africains et des Africaines de l’égalité hommes – femmes, 2007
- Malika Benradi, Le nouveau code de la famille : perceptions et pratique judiciaire, 2007
- Malika Benradi, Les Marocains et les migrants subsahariens : quelles relations ?, 2009